# Mường Cơi
Mường Cơi là một xã thuộc huyện Phù Yên, tỉnh Sơn La, Việt Nam.
Xã có diện tích 64,54 km², dân số năm 1999 là 6.199 người, mật độ dân số đạt 96 người/km².

## Vị trí địa lý
Xã Mường Cơi nằm ở phía đông huyện Phù Yên, cách thị trấn Phù Yên 16 km, cách thành phố Sơn La khoảng 145 km về phía tây và cách Hà Nội khoảng 155 km về phía đông.
Phía tây giáp với xã Mường Thải, phía nam giáp với xã Huy Thượng, phía đông nam giáp với Tân Lang, phía đông giáp huyện Tân Sơn (Phú Thọ), phía đông bắc giáp với huyện Văn Chấn (Yên Bái). Trung tâm xã Mường Cơi là cửa ngõ giao thông, giao thương với các huyện, tỉnh bạn.

## Diện tích và dân cư
Xã có diện tích đất tự nhiên 6380 ha và dân số là 6742 người và 1515 hộ(2011).
Mường Cơi có tất cả 04 dân tộc sinh sống (Mường, Kinh, Dao, Mông), dân tộc Mường chiếm phần đông dân số ở đây.

## Giao thông
Xã Mường Cơi nằm trên quốc lộ 32. Quốc lộ 32 theo hướng đông đi huyện Tân Sơn (Phú Thọ).

## Hành chính
Trung tâm xã đặt ở Phố Ngã Ba.
Xã gồm 22 bản:
1. Bản Bèo Băn
2. Bản Băn
3. Bản Ếch
4. Bản Suối Bí
5. Bản Văn Tân
6. Bản Kiềng
7. Bản Tân Cơi
8. Bản Tường Cơi
9. Bản Cơi
10. Bản Nghĩa Hưng
11. Bản Bau
12. Bản Suối Cốc
13. Bản Tường Ban
14. Bản Suối Bục
15. Bản Tân Hợp
16. Bản Tường Hợp
17. Bản Văn Cơi
18. Bản Xưởng Chè
19. Bản Sổ
20. Bản Nà Xe
21. Bản Nà Mới.

## Kinh tế - xã hội
Tiềm năng kinh tế do trình độ dân trí thấp, ngành nghề chủ yếu sản xuất nông nghiệp, dịch vụ buôn bán nhỏ lẻ, tỷ lệ hộ nghèo chiếm 17% (số liệu năm 2011). Hiện nay một số hộ đang tập trung đầu tư vào các xưởng chế biến nông sản tại chỗ phục vụ và tạo công ăn việc làm cho một số lao động tại địa phương.